# 베이징생쥐귀박쥐
베이징생쥐귀박쥐(Myotis pequinius)는 애기박쥐과 윗수염박쥐속에 속하는 박쥐이다. 중국에서만 발견된다.

## 같이 보기
- 베이징바르바스텔레박쥐